# Милль, Агнес де
Агнес де Милль, иногда Агнес Де Милль (англ. Agnes George de Mille, 18 сентября 1905, Нью-Йорк — 7 октября 1993, там же) — американская танцовщица и хореограф.

## Биография
Дочь кинорежиссёра, сценариста и продюсера Вильяма Де Милля, племянница кинорежиссёра Сесиля Б. Де Милля, внучка знаменитого экономиста Генри Джорджа. Ребёнком снялась в одном из немых фильмов отца «Оборванец» (1916), но предпочла танец. Закончила Калифорнийский университет в Лос-Анджелесе. C 1928 года выступала как хореограф. В 1932—1938 годах жила в Великобритании, училась в Лондоне у Мари Рамбер, затем танцевала в её балетной труппе, в Лондонском балете работала с Энтони Тюдором.
В 1934 году снималась у своего дяди Сесиля Б. Де Милля в фильме «Клеопатра», однако драматические и балетные кадры с её участием были вырезаны при монтаже.
С 1939 года сотрудничала с нью-йоркским Театром американского балета (тогда — просто «Театр балета»). Наряду с балетами, ставила музыкальные шоу на Бродвее, оказала большое влияние на становление жанра мюзикла. Была постановщиком танцевальных номеров в кино («Ромео и Джульетта» Джорджа Кьюкора, 1936; «Я, Клавдий» Джозефа фон Штернберга, 1937, и др.).
В 1953 году основала собственную балетную труппу, Театр танца Агнес де Милль.
Дружила с Мартой Грэм, написала её биографию, ряд книг об искусстве танца и автобиографических книг.
Скончалась после второго инсульта.

## Творчество

### Избранные постановки
- 1933 — Nymph Errant (композитор — Кол Портер)
- 1938 — «Суд Париса» / The Judgment of Paris (Курт Вайль)
- 1940 — «Чёрный обряд» / Black Ritual (Дариюс Мийо)
- 1941 — «Три девы и дьявол» / Three Virgins and a Devil (по новелле Боккаччо, композитор — Отторино Респиги)
- 1942 — «Родео» / Rodeo (Аарон Копленд)
- 1943 — «Прикосновение Венеры» / One Touch of Venus (Курт Вайль)
- 1943 — «Оклахома!» / Oklahoma! (Ричард Роджерс; фильм Фреда Циннемана, 1955)
- 1944 — Bloomer Girl (Гарольд Арлен)
- 1945 — «Карусель» / Carousel (Ричард Роджерс)
- 1947 — «Бригадун» / Brigadoon
- 1948 — «Легенда Фолл-Ривер» / Fall River Legend (Мортон Гоулд, о Лиззи Борден)
- 1949 — «Джентльмены предпочитают блондинок» / Gentlemen Prefer Blondes (по роману Аниты Лус, 1925; фильм Ховарда Хоукса, 1953)
- 1950 — Out of this World (Кол Портер)
- 1951 — «Раскрась свой фургон» / Paint Your Wagon
- 1952 — The Harvest According (Вирджил Томсон)
- 1957 — «Себастьян» / Sebastian (Джанкарло Менотти)
- 1957 — Goldilocks (Лерой Андерсон)
- 1963 — «110 градусов в тени» / 110 in the Shade
- 1970 — A Rose for Miss Emily (Алан Хованесс)

## Признание
- 1947 — премия «Тони»
- 1986 — Национальная медаль США в области искусств
- В 1987 году биография и наследие Агнес де Милль были одними из первых включены в Национальный музей танца и Зал славы[англ.].